# スーザン・バーナード
スーザン・バーナード （Susan Bernard 、1948年2月11日 - 2019年6月21日）は、アメリカ合衆国ロサンゼルス(カリフォルニア州)出身のモデル、女優。アメリカの男性向雑誌PLAYBOY誌・1966年12月号のプレイメイトとして知られる。彼女の中央見開き折込ページ（センターフォールド）は、マリオ・カッシーリ (Mario Casilli) によって撮影された。

## 来歴

### 私生活
バーナードはホロコーストの生存者で、著名人カメラマンのブルーノ・バーナードと舞台女優・演出家のルース･ブランドの娘として生まれた。バーナードは二回結婚し、離婚した。最初の夫は、映画『エクソシスト』のダミアン・カラス神父役で最も知られる俳優・脚本家で、2001年に死去したジェイソン・ミラーである。バーナードとミラーの間にはジョシュア・ジョン・ミラー (Joshua John Miller) という息子がいる。ジョシュアも両親と同様に俳優である。
バーナードはロサンゼルスに住み、中小企業を経営しながら、彼女の父親の仕事を後世に残すため、ウェブサイトを構築していた。

### 職歴
バーナードの経歴は映画とテレビで散見できる。1960年代後期にテレビドラマ『ゼネラル・ホスピタル』の1シーズンに出演し、テレビのシリーズ物に何度か端役で登場した。大部分の仕事で、彼女はスー・バーナード Sue Bernardとしてクレジットされた。
ラス・メイヤー監督の映画『ファスター・プシィキャット!キル!キル!』の撮影の一方で、バーナードはPLAYBOY誌のモデルを務めた。彼女は最初のユダヤ人プレイメイトであると思われてきたが、近年1959年5月のプレイメイトであったシンディ・フラーが自分が最初のユダヤ人プレイメイトだと主張している。バーナードは1998年8月号のFemme Fatales誌のインタビューで「私はセンターフォールドで、クリスマスツリーの前に佇む初の18歳未満のユダヤ人の処女でした。」と述べ、彼女の父の弟子の1人であったカッシーリに撮られる以前には、自分の母親以外の誰の前でも裸になった事はなかったと続けた。

## 出演作

### 映画
- The Mao Game (1999年)
- Teenager (1974年)
- 変質犯テリー/殺人コレクターの甘いうずき (The Killing Kind) (1973年) … Tina
- Necromancy (1972年) … Nancy
- Machismo: 40 Graves for 40 Guns (1971年) … Julie
- The Phynx (1970年) … London Belly
- That Tender Touch (1969年) … Terry Manning
- The Witchmaker (1969年) … Felicity Johnson
- Stranger In Hollywood (1968年) … Woman
- ファスター・プシィキャット!キル!キル! (1965年) (スーザン・バーナード名義)

### テレビ
- The Smith Family - "No Place to Hide" (1971年)
- The Beverly Hillbillies
  - "The Girls from Grun" (1971年) … Girl
  - "The Grunion Invasion" (1971年) … Girl
- Room 222 - "Funny Boy" (1969年) … Joellen
- ゼネラル・ホスピタル (1963年) … Beverly Cleveland Fairchild (1968-1969年)